# Фарвелл (Небраска)
Фарвелл (англ. Farwell) — селище (англ. village) в США, в окрузі Говард штату Небраска. Населення — 138 осіб (2020).

## Географія
Фарвелл розташований за координатами 41°12′56″ пн. ш. 98°37′41″ зх. д. / 41.21556° пн. ш. 98.62806° зх. д. (41.215623, -98.628055).  За даними Бюро перепису населення США в 2010 році селище мало площу 0,45 км², уся площа — суходіл.

## Демографія
Згідно з переписом 2010 року, у селищі мешкали 122 особи в 57 домогосподарствах у складі 35 родин. Густота населення становила 273 особи/км².  Було 67 помешкань (150/км²).
Расовий склад населення:
| - 98,4 % — білих - 0,8 % — азіатів |

До двох чи більше рас належало 0,0 %. Частка іспаномовних становила 3,3 % від усіх жителів.
За віковим діапазоном населення розподілялося таким чином: 22,1 % — особи молодші 18 років, 58,2 % — особи у віці 18—64 років, 19,7 % — особи у віці 65 років та старші. Медіана віку мешканця становила 39,7 року. На 100 осіб жіночої статі у селищі припадало 110,3 чоловіків;  на 100 жінок у віці від 18 років та старших — 97,9 чоловіків також старших 18 років.
Середній дохід на одне домашнє господарство  становив 38 739 доларів США (медіана — 35 179), а середній дохід на одну сім'ю — 40 931 долар (медіана — 36 667). За межею бідності перебувало 22,8 % осіб, у тому числі 31,8 % дітей у віці до 18 років та 20,0 % осіб у віці 65 років та старших.
Цивільне працевлаштоване населення становило 76 осіб. Основні галузі зайнятості: виробництво — 21,1 %, роздрібна торгівля — 17,1 %, мистецтво, розваги та відпочинок — 15,8 %.